# Älskling
Älskling (norska: Elskling) är en norsk romantisk dramafilm som hade premiär i Norge i juli 2024. Filmen är regisserad av Lilja Ingolfsdottir.

## Handling
Filmen handlar om Maria som är en trött mamma, vars karriär fått stå tillbaka till förmån för maken Sigmunds. När Sigmund kommer hem från en jobbresa hamnar paret i en allt djupare konflikt.

## Rollista (i urval)
- Helga Guren – Maria
- Oddgeir Thune – Sigmund
- Elisabeth Sand – Marias mor
- Marte Magnusdotter Solem – Marias vänninna